# Antoni Pietkiewicz (pisarz)

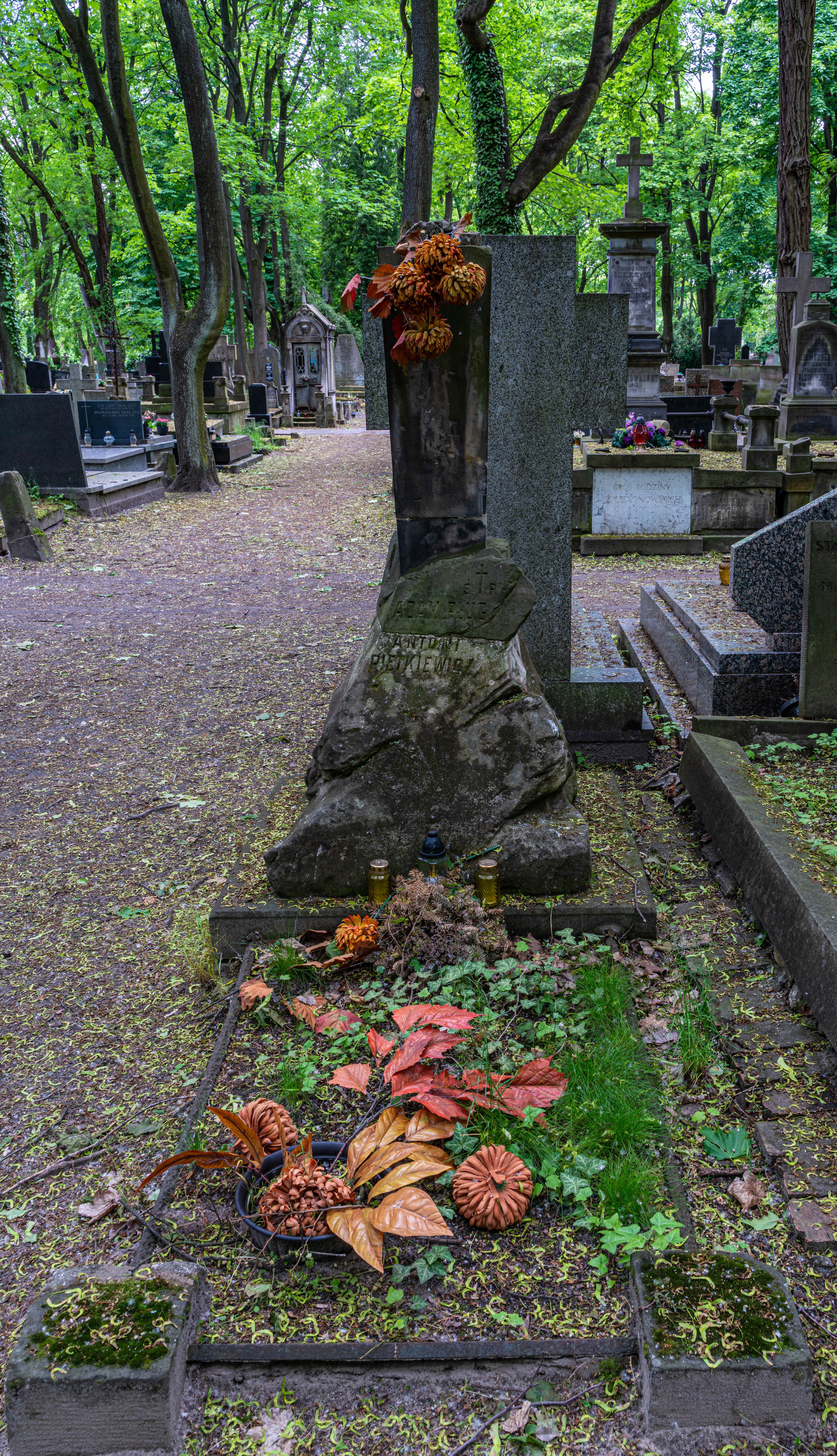
Grób Antoniego Pietkiewicza na cmentarzu Powązkowskim

Antoni Pietkiewicz, ps. Adam Pług (ur. 23 października 1823 we wsi Zamość powiatu słuckiego guberni mińskiej, zm. 2 listopada 1903 w Warszawie) – polski pisarz, biograf, publicysta i tłumacz.

## Życiorys
W młodości mieszkał w Borku Żukowym, gdzie jego rodzice byli nadleśniczymi w dobrach Radziwiłłów.
W latach 1858–1862 kierownik szkoły męskiej w Żytomierzu. Za udział w organizacji powstańczej został zesłany do Owrucza. Po powrocie został nauczycielem domowym na Podolu (jako guwerner przepracował w sumie ćwierć wieku). W latach 1864–1866 więziony w Kijowie. Od 1874 przebywał w Warszawie.
Współredaktor (1875–1879) i redaktor (1879–1890) „Kłosów”  oraz „Wędrowca” (1894–1899). Współpracownik czasopism warszawskich i wileńskich. Redaktor naczelny (1891–1903) Wielkiej encyklopedii powszechnej ilustrowanej.
Był przedstawicielem tradycjonalistycznego nurtu romantyzmu. Tworzył powieści społeczno-obyczajowe, opowiadania i gawędy pisane wierszem.
Ogłosił kilka zbiorów poezji: Zagon rodzinny (1854, 3 tomy), poematów: (Sroczka 1867) i powieści: (główny jego utwór Duch i krew 1859, 2 t., II. wyd. 1897; Oficjalista 1866–1867), oraz Bakałarze (1875). Ponadto był autorem życiorysów Syrokomli (1862), Kraszewskiego (1880), Odyńca (1885) i Deotymy – Jadwigi Łuszczewskiej (1900). 
Tłumaczył utwory W. Hugo i W. Szekspira. 
Pochowany na cmentarzu Powązkowskim (kwatera 84-5-30).

## Upamiętnienie
W 1923 jego pseudonimem nazwano ulicę w warszawskiej dzielnicy Ochota.